# Зомбі-апокаліпсис

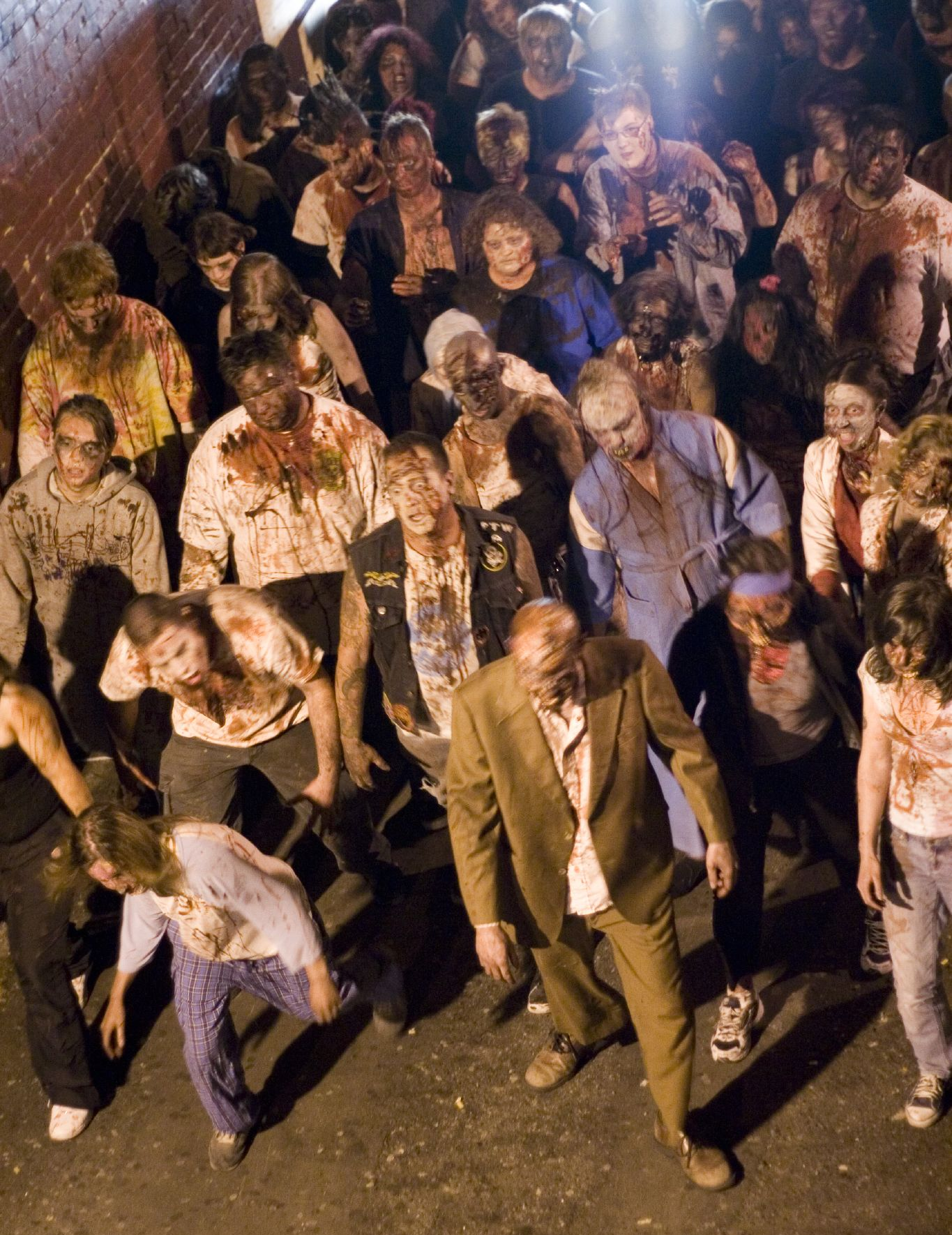
Група акторів, одягнених як зомбі для фільму.

Зомбі-апокаліпсис (англ. Zombie apocalypse) — гіпотетичний сценарій апокаліптичного розвитку подій, який зазвичай має науково-фантастичне обґрунтування. У зомбі-апокаліпсисі широке зростання зомбі є ворожим для життя людини і сприймається як загальний напад на всю людську цивілізацію.
У деяких міфологіях жертвами зомбі можуть стати прості люди, якщо вони укушені зомбі. В інших — всі, хто вмирає, незалежно від причини, стають одним з видом нежиті. У будь-якому сценарії явище зомбі-апокаліпсису призводить до спалаху експоненціально зростаючого лиха: поширення «чуми зомбі» до нормальних військових і правоохоронних органів, що призводить до панічного розпаду громадянського суспільства. День, з якого почався зомбі-апокаліпсис, іноді називають, за аналогією з військовою операцією (День-Д), як День-З.
Синонімом терміна «зомбі-апокаліпсис» є пандемія, тому що в більшості науково-фантастичних сюжетів люди інфіковані вірусом невідомої природи.
У своєму дослідженні про лабіринти Давид Кассі з Пармського університету встановив, що при гіпотетичній навалі зомбі найкраще ховатися у супермаркеті.
У рамках своєї роботи, опублікованої в журналі Physical Review E, вчений розглядав неоднорідні дискретні структури, подібні на лабіринти. 
У деяких місцях цих структур розташовувалися нерухомі точки, які називаються цілями. Крім них була друга система точок, яка здійснювала випадкові блукання цим лабіринтом. Зустріч блукаючої точки і нерухомої цілі закінчувалася загибеллю останньої. 
Кассі вдалося обчислити ймовірність виявлення блукаючими точками цілей для доволі великого лабіринту. Дана робота може застосовуватися, наприклад, для опису хімічних реакцій, що відбуваються всередині системи розломів кристала. У цьому випадку блукаючі і нерухомі точки - це просто різні хімічні сполуки. Аналогічним чином модель Кассі підходить для опису інформаційних процесів у складних мережах. 
У випадку, коли йдеться про порятунок від зомбі, нерухомі точки - це люди, які заховалися від навали живих мерців. Зомбі при цьому розглядаються як випадково блукаючі утворення. Застосування формули Кассі дозволяє визначити, що укриття, наприклад, у великому магазині є одним з найбезпечніших - імовірність того, що зомбі виявлять у лабіринті прилавків людину, майже нульова. При цьому, однак, цінність роботи викликає деякі сумніви: якщо вірити більшості фільмів, зомбі блукають не випадково, а в пошуках їжі.